# Huân chương Thánh Georgy
Huân chương Thánh Georgy (tiếng Nga: Орден Святого Георгия, Orden Svyatogo Georgiya) ngày nay là huân chương quân sự thuần túy cao nhất của Liên bang Nga. Được thành lập đầu tiên vào ngày 26 tháng 11 năm 1769 như là huân chương quân sự cao nhất của Đế chế Nga bởi Nữ hoàng Ekaterina Đại đế. Sau Cách mạng Nga năm 1917, nó đã được trao tặng bởi các lực lượng chống Cộng của Phong trào Bạch vệ dưới thời Aleksandr Kolchak cho đến khi sụp đổ vào năm 1921. Huân chương này đã được khôi phục tại Liên bang Nga vào ngày 8 tháng 8 năm 2000 theo Sắc lệnh №1463 của Tổng thống Nga. Các tiêu chí trao thưởng hiện tại đã được sửa đổi vào ngày 7 tháng 9 năm 2010 bởi Nghị định 1099 của Tổng thống.

## Quy chế của Huân chương Thánh Georgy

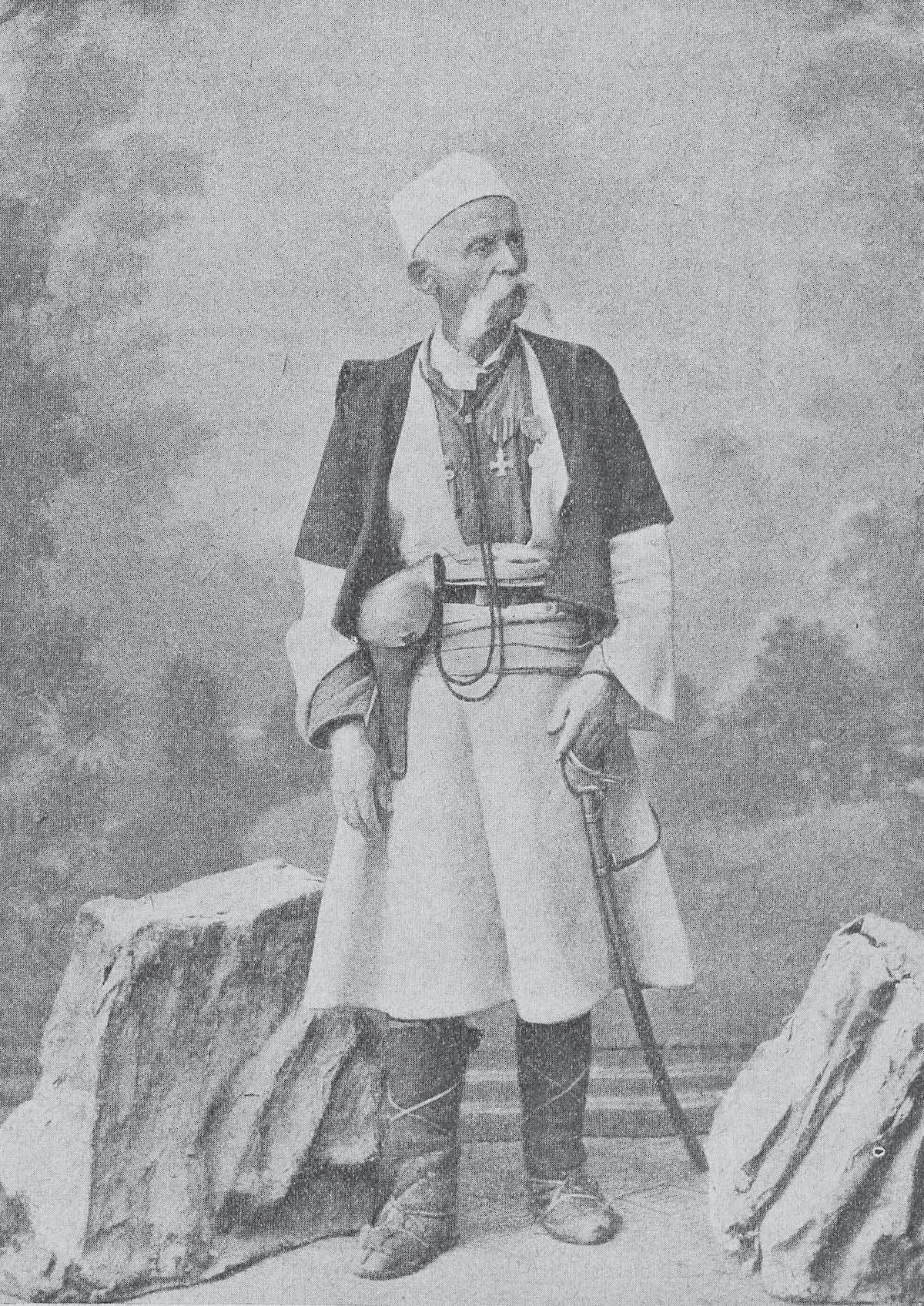
Georgi Pulevski đeo Thập tự của Huân chương Thánh Georgy, được trao tặng trong Chiến tranh Nga-Thổ Nhĩ Kỳ (1877–1878).

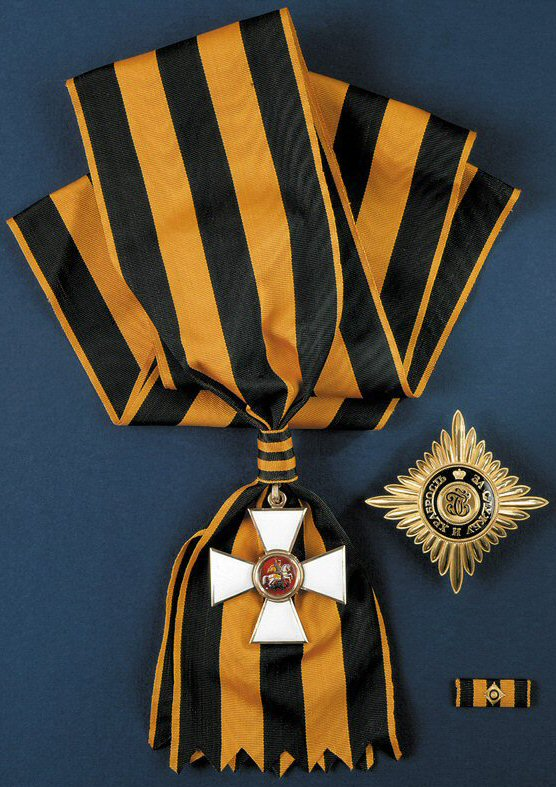
Huân chương Thánh Georgy, Ngôi sao đeo ngực và Sash hạng Nhất.

Huân chương Thánh Georgy hiện tại được trao cho các sĩ quan quân đội cấp cao vì đã tiến hành các hoạt động quân sự để bảo vệ Tổ quốc khỏi sự tấn công của kẻ thù bên ngoài dẫn đến thất bại hoàn toàn của bọn chúng, để chiến đấu và các hoạt động khác của các quốc gia nhằm khôi phục hòa bình và an ninh quốc tế, hoặc để trở thành một hình mẫu khoa học quân sự với những chiến công tiêu biểu cho năng lực quân sự; Huân chương cũng được trao cho các sĩ quan trước đây đã được trao tặng các giải thưởng nhà nước của Liên bang Nga vì sự xuất sắc trong chiến đấu.

## Mô tả
Huân chương Thánh Georgy được chia thành bốn hạng, từ hạng Nhất đến hạng Tư. Các hạng được trao thưởng tuần tự từ hạng 4 đến hạng 1, được xác định riêng bằng kích thước và cách đeo phụ kiện của huân chương.

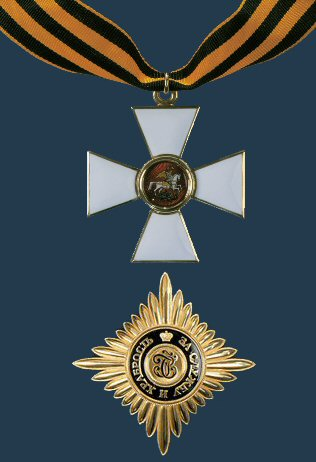
Huân chương Thánh Georgy hạng 2, với Thập tự đeo cổ và ngôi sao đeo ngực.

Thập tự: Thập tự thánh Georgy được tráng men màu trắng với huy chương chính giữa mang hình ảnh Thánh Georgy trên lưng ngựa giết chết con rồng. Thập tự có bề rộng 60mm, thiết kết được sử dụng cho cả hạng 1 và hạng 2. Ở hạng 1, nó được đeo ngang thắt lưng, trên dải băng choàng có màu sắc của Thánh Georgy (cam và đen). Ở hạng 2, nó được đeo trên cổ bằng một dải ruy băng rộng 45mm cũng có màu sắc của Thánh Georgy. Ở hạng 3, Thập tự có bề rộng 50mm và cũng được đeo trên cổ nhưng với một dải ruy băng rộng 24mm cùng màu. Hạng tư sử dụng Thập tự cỡ 40mm đeo bên ngực trái treo trên dải băng rộng 24mm mang màu sắc biểu trưng của Thánh Georgy được xếp theo hình ngũ giác tiêu chuẩn.
Ngôi sao: Một ngôi sao bốn cánh mạ vàng với huy chương ở giữa mang chữ lồng "СГ", hướng đỉnh có biểu trưng vương miện và được tráng men đen mang dòng chữ bằng tiếng Nga "Vì sự phục vụ và dũng cảm" ("Za Sluzhbu i Khrabrost "). Ngôi sao được đeo trên ngực trái cho cả hạng nhất và hạng hai.
Ruy băng: Ruy băng của Huân chương Thánh Georgy có màu cam với ba sọc đen, thường được gọi là "Ribbon Thánh Georgy". Nó tượng trưng cho lửa và thuốc súng: "màu sắc của vinh quang quân sự" của Nga, và cũng được cho là có nguồn gốc từ màu sắc của quốc huy Nga nguyên bản (đại bàng đen trên nền vàng). Sau đó, nó được liên kết với màu sắc của các đơn vị Cận vệ Nga. Không giống như các hạng khác, Huân chương Thánh Georgy hạng tư có thể được trao cho sĩ quan sơ cấp trong khi phần còn lại chỉ dành cho sĩ quan cấp cao.
 Thanh ruy-băng cho hạng nhất được trang trí bằng một ngôi sao vàng thu nhỏ.
 Thanh ruy-băng cho hạng hai được trang trí bằng một ngôi sao bạc thu nhỏ.
 Thanh ruy-băng cho hạng ba của trang trí bằng một thập tự nhỏ màu trắng.
 Thanh ruy-băng cho hạng tư để trơn.

## Một số nhân vật tiêu biểu

### Người nhận huân chương hạng nhất
- Thống chế Nga Mikhail Kutuzov
- Thống chế Nga Barclay de Tolly

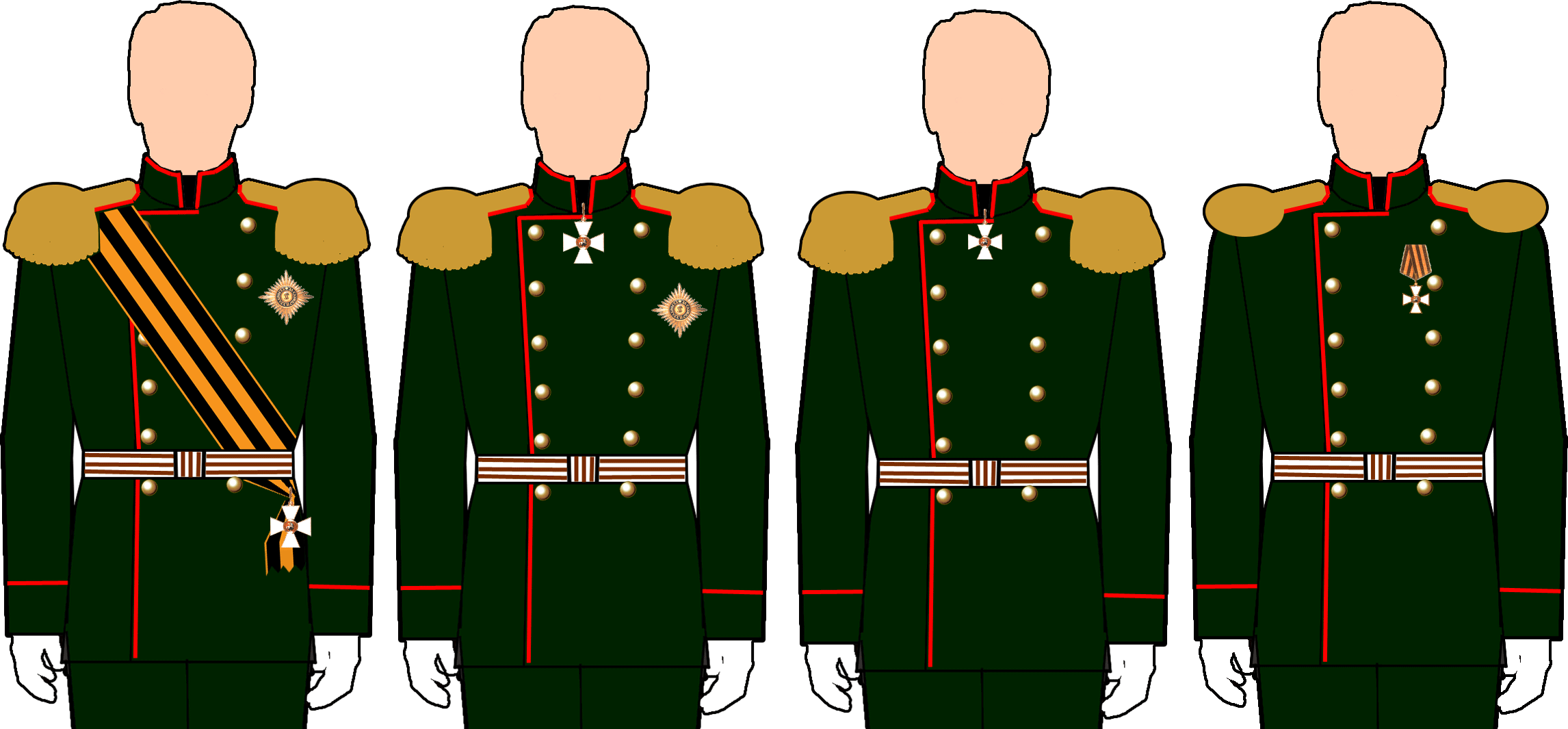
Cách đeo các phụ kiện của Huân chương Thánh Georgy, từ hạng 4 ở bên phải sang hạng 1 ở bên trái.

- Vua Karl XIV Johan của Thụy Điển với tư cách là Tư lệnh Quân đội Liên quân của phương Bắc chống lại Napoléon [9]

### Người nhận huân chương hạng hai
- Đại tướng Nikolay Makarov[10]
- Thượng tướng Aleksandr Zelin
- Đại tướng Vladimir Boldyrev
- Thống chế Pháp Ferdinand Foch
- Đại công tước Nikholay Nikolayevich của Nga (1856–1929)

### Người nhận huân chương hạng ba
- Vua Léopold I của Bỉ.
- Đại tướng Aleksey Brusilov
- Đại tướng pháo binh Samad bey Mehmandarov

### Người nhận huân chương hạng tư
- Nikolay II của Nga
- Vladimir Gittis, Đại tá đế quốc và tướng lĩnh Hồng quân
- Filipp Mironov, Đại tá đế quốc Cossacks và tướng lĩnh Hồng quân
- Đại tá Lambros Katsonis, nhà cách mạng Hy Lạp thế kỷ 18
- Thượng tướng Sergey Makarov[10]
- Thượng tướng Vladimir Shamanov
- Trung tá Anatoly Lebed
- Đại úy Albert Ball, phi công chiến đấu người Anh trong Thế chiến thứ nhất
- Louis Grondijs, Phóng viên Chiến tranh Hà Lan, Thế chiến thứ nhất, Bạch vệ, Nội chiến Nga
- Thiếu tướng Carl Gustaf Emil Mannerheim, Đế quốc Nga, Thế chiến thứ nhất
- Trung tướng Pyotr Wrangel, Đế quốc Nga, Thế chiến thứ nhất, Bạch vệ, Nội chiến Nga
- Chuẩn tướng John Alexander Sinton, Quân đội Ấn Độ, Thế chiến thứ nhất
- Thống chế Franz Joseph, Hoàng đế Áo và Vua Hungary
- Thiếu tướng Hermann Christoph Gamper, Tư lệnh kỵ binh của Đế quốc Nga trong Chiến tranh Vệ quốc năm 1812
- African Spir (Trận Malakoff, 1855)
- Nam tước Roman Von Ungern-Sternberg
- Ilija Plamenac, Montenegro vojvoda và chỉ huy quân sự
- Bogdan Zimonjić, linh mục Chính thống giáo, Montenegro vojvoda, Thượng nghị sĩ và chỉ huy quân đội
- Anatoly Pepelyayev, Trung tướng Bạch vệ